# 蓬基井
蓬基井位於四川省遂寧市大英縣蓬萊鎮城工委基井灣社區。因系全國第一口基準井且位於蓬萊鎮而得名。川中石油礦物局蓬萊鑽探大隊1956年3月9日開鑽，1958年1月188完鑽，歷時680天。該井井深3201.16米，在三疊系須家河組四段地層（井深2222.22米處）獲得極高工業價值的鹵水和天然氣，為蓬萊鹽廠的建立奠定了基礎。至2006年底，該井累計采出鹵水720萬立方米，折鹽110萬噸，伴生天然氣1.2億立方米，清質凝析油1100多噸，被蓬鹽人譽為“功勳井”。蓮基井是新中國建設時期的重要工業遺產。第三次全國文物普查新發現。
2012年7月16日公佈為第八批四川省文物保護單位。2019年10月7日公布为第八批全国重点文物保护单位。